# Мефедрон
Мефедро́н (англ. mephedrone), 4-метилметкатинон (англ. 4-methylmethcathinone, сокращённо 4-MMC), разговорное меф (англ. meph) — химическое соединение класса амфетаминов подкласса катинонов, психостимулятор, эмпатоген и эйфоретик.

## История

### Открытие
О синтезе мефедрона впервые сообщил в 1929 году Сэм де Бурнага Санчес (фр. Saem de Burnaga Sanchez) в журнале Bulletin de la Société Chimique de France под названием толуил-альфа-монометиламиноэтилкетон:17.
Но соединение оставалось малоизвестным продуктом до 2003 года, когда оно было переоткрыто подпольным химиком под ником Kinetic, использовавшим португальский IP-адрес, о чём им был опубликован отчёт на тематическом сайте The Hive. В отчёте говорилось: 

Последние пару дней мне было скучно, и у меня валялось несколько забавных реагентов, поэтому я решил попробовать сделать гидрохлорид 1-(4-метилфенил)-2-метиламинопропанона или 4-метилметкатинон… Эффект от 50 мг был не особо заметен. Я думал, что зря потратил время, пока не вынюхал ещё 100 мг примерно через 30 минут, и тут я почувствовал. Интенсивные приливы… Я принял ещё 100 мг примерно через час, затем ещё 100 мг примерно через час после этого. Каждый раз я чувствовал, как на меня набегают приливы энергии, а после этого фантастическое чувство благополучия, которого я не получал раньше ни от одного наркотика, кроме моего любимого экстази. Я до сих пор ощущаю эффект, так как завершил синтез всего шесть часов назад.Оригинальный текст (англ.)I’ve been bored over the last couple of days and had a few fun reagents lying around, so I thought I’d try and make some 1-(4-methylphenyl)-2-methylaminopropanone hydrochloride, or 4-methylmethcathinone… 50 mg didn’t do too much. I thought I’d wasted my time until I snorted another 100 mg about 30 minutes later, and then it hit me. Intense rushes… I had another 100 mg about an hour later, then 100 mg an hour or so after that. Each time I could feel the rushes of energy coming across me, and after that, a fantastic sense of well-being that I haven’t got from any drug before except my beloved Ecstasy. I’m still feeling the effects now, since I only completed the synthesis six hours ago.

### Распространение
Первые продажи мефедрона, вероятно, осуществил в Израиле математик по имени Иезекииль Голан (англ. Ezekiel Golan), известный как Dr Z. С 2004 года в этой стране легально продавалось психоактивное вещество hagigat, содержащее катинон, но когда катинон был запрещён, то компания Neorganics заменила его на мефедрон и продавала в виде таблеток под названием Neodoves до января 2008 года, когда мефедрон был запрещён в Израиле.
The Psychonaut Research Project, организация ЕС, занимающаяся поиском в Интернете информации о новых наркотиках, впервые обнаружила мефедрон в 2008 году. Их исследование показало, что препарат стал доступен для покупки в интернете в 2007 году через британские контакты. В то же время новое вещество стало обсуждаться на интернет-форумах.
В руки европейских правоохранительных органов мефедрон впервые попал во Франции в мае 2007 года, когда полиция отправила на анализ изъятую таблетку, предположительно экстази. Про обнаружение нового ПАВ было сообщено в статье под названием «Является ли 4-метилэфедрон „экстази“ двадцать первого века?» С 2008 года мефедрон, часто вместе с эткатиноном, зачастую продавался под видом экстази:10 и других психоактивных веществ:10. В середине 2009 года мефедрон обнаруживался в 20 % таблеток экстази в Нидерландах.
В Европоле отмечали, что им стало известно о мефедроне в 2008 году, после того как он был обнаружен в Дании, Финляндии и Великобритании. Управление по борьбе с наркотиками США отметило, что мефедрон присутствовал в стране в июле 2009 года. В октябре 2009 года в Нидерландах были арестованы предприятие по производству таблеток из порошка и четыре связанных с ним склада, было изъято более 130 кг мефедрона (примерно 260 тысяч таблеток):7. К маю 2010 года мефедрон был обнаружен во всех 22 странах-членах ЕС, которые сообщали в Европол, а также в Хорватии и Норвегии:21. В России мефедрон появился ориентировочно в 2009 году.

### «Соли»

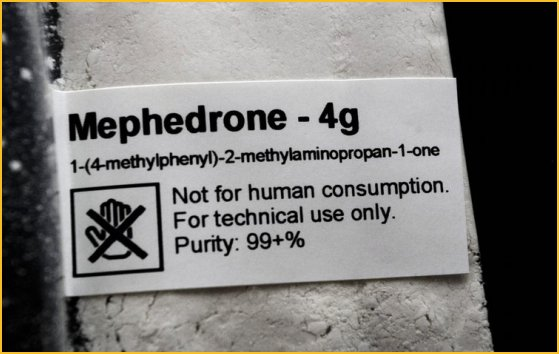
Зиплок-пакет с мефедроном времён, когда он продавался полулегально под видом «соли для ванн». Надпись: «Мефедрон — 4 г. Не для употребления человеком. Только для технического использования. Чистота: более 99 %»

Мефедрон в то время в большинстве стран не подпадал под законы о злоупотреблении веществами и позиционировался продавцами как «легальный кайф» (англ. legal high), альтернатива амфетамину и кокаину. Но чтобы обойти потенциальный контроль, мефедрон, наряду с другими дизайнерскими наркотиками, распространялся в США и Европе, в том числе и в постсоветских странах, под видом различных технических средств: солей для ванн, удобрений для растений, средств от грызунов, исследовательских реагентов:10:24-25, очистителей для стекла:25 и даже освежителей для пылесосов, хотя он никогда не применялся ни в одном из этих качеств:10. Название соли закрепилось в русском языке за мефедроном, альфой-ПВП и другими катинонами и употребляется по отношению к ним до сих пор. В рекламе использовались такие фразы как: «Продукт, который вы мне продали, заставил мои маргаритки танцевать и лилии смеяться», «цветы высотой до неба» и т. п. Зачастую на упаковке была надпись «не для употребления человеком»:10, «не проверены на предмет безопасности и токсичности:25». Впрочем, и такая продажа была неправомерна, так как заявленные свойства вещества не соответствовали действительности:10. Впрочем, некоторые онлайн-магазины в это время открыто продавали мефедрон как психоактивное вещество:11.
Опрос, проведённый в конце 2009 года Национальным наркологическим центром Великобритании, показал, что 41 % читателей журнала Mixmag, посвящённого клубному движению и электронной танцевальной музыке, употребляли мефедрон за последний месяц, что делало его шестым по популярности клубным психоактивным веществом после табака, алкоголя, марихуаны, кокаина и метамфетамина. Ирландское исследование 2010 года людей, проходящих программу лечения героиновой зависимости метадоном, показало, что 29 из 209 пациентов дали положительный результат на употребление мефедрона:9. Ежегодный опрос регулярно употребляющих экстази в Австралии в 2010 году показал, что 21 % опрошенных употребляли мефедрон, причём 17 % делали это за предыдущие шесть месяцев.

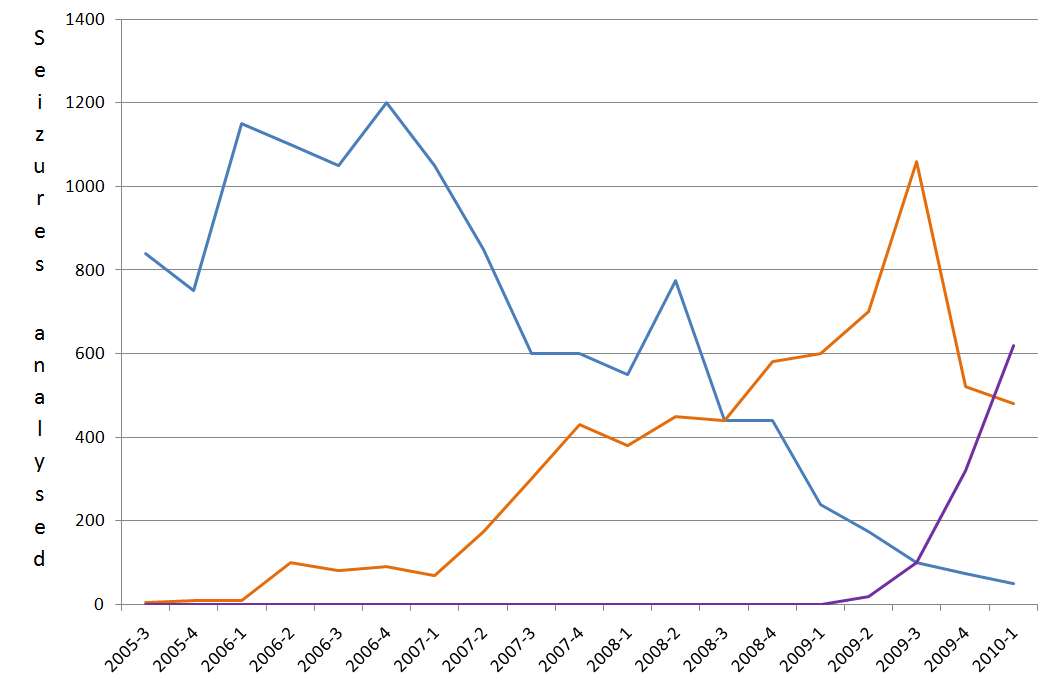
Количество проанализированных Службой судебно-медицинской экспертизы Великобритании изъятых образцов МДМА, пиперазинов и катинонов в период с третьего квартала 2005 года по первый квартал 2010 года: изъятия МДМА выделены синим цветом, пиперазинов — оранжевым, а катинонов — фиолетовым. Мефедрон составлял 88 % всех изъятых катинонов во второй половине 2009 года

Использование мефедрона в Великобритании быстро росло с лета 2009 года:8, он стал легко доступен у уличных дилеров, на музыкальных фестивалях, в хэдшопах и в интернете. Опрос читателей Mixmag в 2009 году показал, что это четвёртый по популярности уличный наркотик в Соединённом Королевстве после каннабиса, кокаина и экстази. Наркотик употребляли самые разные социальные группы. Исследователи, работники благотворительных организаций, учителя и потребители сообщали о широком и растущем использовании препарата в 2009 году. Опрос 1000 учеников средних школ и студентов университетов в Шотландии, проведённый в феврале 2010 года, показал, что 20 % из них ранее принимали мефедрон. Считалось, что быстрый рост популярности вещества связан с его доступностью и легальностью, а также с сильным падением чистоты экстази, которое в то время зачастую вообще не содержало МДМА (в связи с вызванной действиями правоохранительных органов нехваткой его прекурсоров), запретом некоторых ранее легальных веществ (производных бензилпиперазина, гамма-бутиролактона) и ажиотажем в СМИ. По данным 2010 года мефедрон в основном потребляла молодёжь в возрасте от 15 до 24 лет, чаще мужчины, преимущественно из городских районов, часто посещающие ночные клубы и танцевальные мероприятия:15.
Исследование, в котором анализировались образцы мефедрона, купленные через интернет в Великобритании в 2010 году, показало, что данный продукт был рацемическим (смесь обоих стереоизомеров) и имел высокую чистоту — более 99 %:6. Другое исследование шести образцов, также заказанных через интернет в Великобритании в 2010 году, показало, что образцы содержали очень мало органических примесей. В 2010 году были протестированы четыре продукта, продаваемых в хэдшопах Ирландии, и было обнаружено, что они содержали от 82 до 14 % мефедрона, некоторые продукты включали бензокаин и кофеин. Нередко мефедрон продавался в смеси с другими катинонами, включая метилон, бутилон, этилкатинон, фторметкатинон и метедрон; а также в смеси с другими веществами, такими как МДМА, mCPP, кофеин и лактоза:9.
Исследование в Северной Ирландии показало, что даже во времена, когда мефедрон не был запрещён, пользователи не считали, что его легальность говорит о безопасности. Это противоречило другому исследованию из Новой Зеландии, где потребители, например, бензилпиперазина думали, что, поскольку его употребление законно, то он безопасен. В 2009 году половина опрошенных пользователей из Великобритании считала, что употребление мефедрона так же опасно как и кокаина, однако в то же время 25 % думали, что употребление мефедрона менее опасно, и ещё 25 % признавали его полностью безопасным:188.
В марте 2009 года британский журнал Druglink сообщал, что синтез килограмма мефедрона стоил всего «пару сотен фунтов», в том же месяце газета The Daily Telegraph сообщила, что производители зарабатывают «огромные суммы денег» на его продаже. В январе 2010 года Druglink сообщил, что дилеры в Великобритании тратят 2500 £ на доставку одного килограмма мефедрона из Китая, но могут продать его по 10 £ за грамм, получив прибыль в размере 7500 £. В более позднем отчёте, в марте 2010 года, говорилось, что оптовая цена мефедрона составляла 4000 £ за килограмм. В Австрии в 2009 году мефедрон из Китая и Нидерландов продавался оптом за 3-7 тысяч евро за кг, тогда как розничная цена была 20-40 евро за г:7.

### Запрет
Когда мефедрон был заново открыт в 2003 году, его хранение не было специально запрещено ни в одной стране. Таким образом, мефедрон являлся одним из множества так называемых дизайнерских наркотиков — веществ, аналогичных запрещённым веществам, но не запрещённых сами по себе, и реализуемых легально и полулегально. Однако, когда его использование увеличилось и в обществе началась моральная паника, многие страны вскоре приняли законы конкретно запрещающие его хранение, продажу и производство.
Впервые мефедрон был объявлен незаконным в январе 2008 года в Израиле, где он был обнаружен в таких продуктах как легально выпускавшиеся таблетки Neodoves. После того, как смерть молодой женщины в Швеции в декабре 2008 года была связана с употреблением мефедрона, через несколько дней он был классифицирован как опасное вещество, что сделало его продажу в Швеции незаконной; в июне 2009 года он был классифицирован как наркотик, и хранение 15 граммов или более влекло за собой как минимум два года тюремного заключения — более длительный срок в пересчёте на грамм, чем за хранение кокаина или героина. В декабре 2008 года Дания также объявила его незаконным:16, а в Финляндии запретили его хранение без рецепта.
В ноябре 2009 года мефедрон был классифицирован как «наркотическое или психотропное» вещество и добавлен в список контролируемых веществ в Эстонии:16. В то же время его ввоз на Гернси был запрещён наряду с другими на тот момент легальными наркотиками, позднее в декабре 2009 года он был классифицирован на острове как препарат класса C, а в апреле 2010 года — класса B.
В 2010 году, когда использование мефедрона стало более распространённым:16, о нём заговорили официальные представители медицинского сообщества, как о несущем опасность для психического и физического здоровья:25. В результате многие страны приняли законы, запрещающие его. В январе он стал незаконным в Хорватии и Германии, а в феврале — в Румынии:16 и на острове Мэн. В марте 2010 года он был классифицирован как нерегулируемое вещество в Нидерландах, что сделало его продажу и распространение незаконными. Ввоз мефедрона в Великобританию был запрещён 29 марта 2010 года; с 16 апреля 2010 года мефедрон и другие замещённые катиноны были объявлены в Великобритании наркотиками класса B. В мае 2010 года Ирландия объявила мефедрон незаконным. В июне за ней последовали Бельгия, Италия, Литва, Франция и Норвегия.
Постановлением Правительства Российской Федерации от 29 июля 2010 года № 578 «О внесении изменений в некоторые акты Правительства Российской Федерации в связи с совершенствованием контроля за оборотом наркотических средств» мефедрон внесён в Список I наркотических средств, оборот которых в России запрещён. Данное постановление опубликовано 4 августа 2010 года и вступило в силу 12 августа 2010 года. Однако были прецеденты возбуждения уголовных дел, связанных с мефедроном, до внесения его в список запрещённых препаратов, в них он рассматривался как аналог запрещённого катинона.
В августе 2010 года Австрия и Польша объявили мефедрон незаконным, в сентябре — Китай, в ноябре — Сингапур. В декабре 2010 года по рекомендации Европейского центра мониторинга наркотиков и наркозависимости мефедрон был объявлен незаконным на всей территории Европейского союза, государства-члены, которые не запретили его ранее, должны были сделать это. В Швейцарии мефедрон стал незаконным в декабре 2010 года, в Венгрии — в январе 2011 года, в Испании — в феврале 2011 года, во Франции — в июле 2012 года:25, в Мексике — в 2014 году, в Грузии — в 2018 году.
В некоторых странах мефедрон конкретно не указан как незаконный, но контролируется в соответствии с законодательством, которое делает соединения незаконными, если они являются аналогами уже перечисленных наркотиков. Такое законодательство, например, в Австралии (как аналог меткатинона; в 2015 году запрещён специально), в Новой Зеландии, в Канаде и в США (как аналог меткатинона). В октябре 2011 года мефедрон был временно включён в Список I США в качестве контролируемого вещества, в июле 2012 года мефедрон был внесён в этот список на постоянной основе:25.
Комиссия по наркотическим средствам ООН на 58 сессии, проходившей 9 — 17 марта 2015 года в Вене, приняла решение о включении мефедрона в перечень наркотических средств ООН (Список II, утверждённый Конвенцией о психотропных веществах 1971 года).

### После запрета

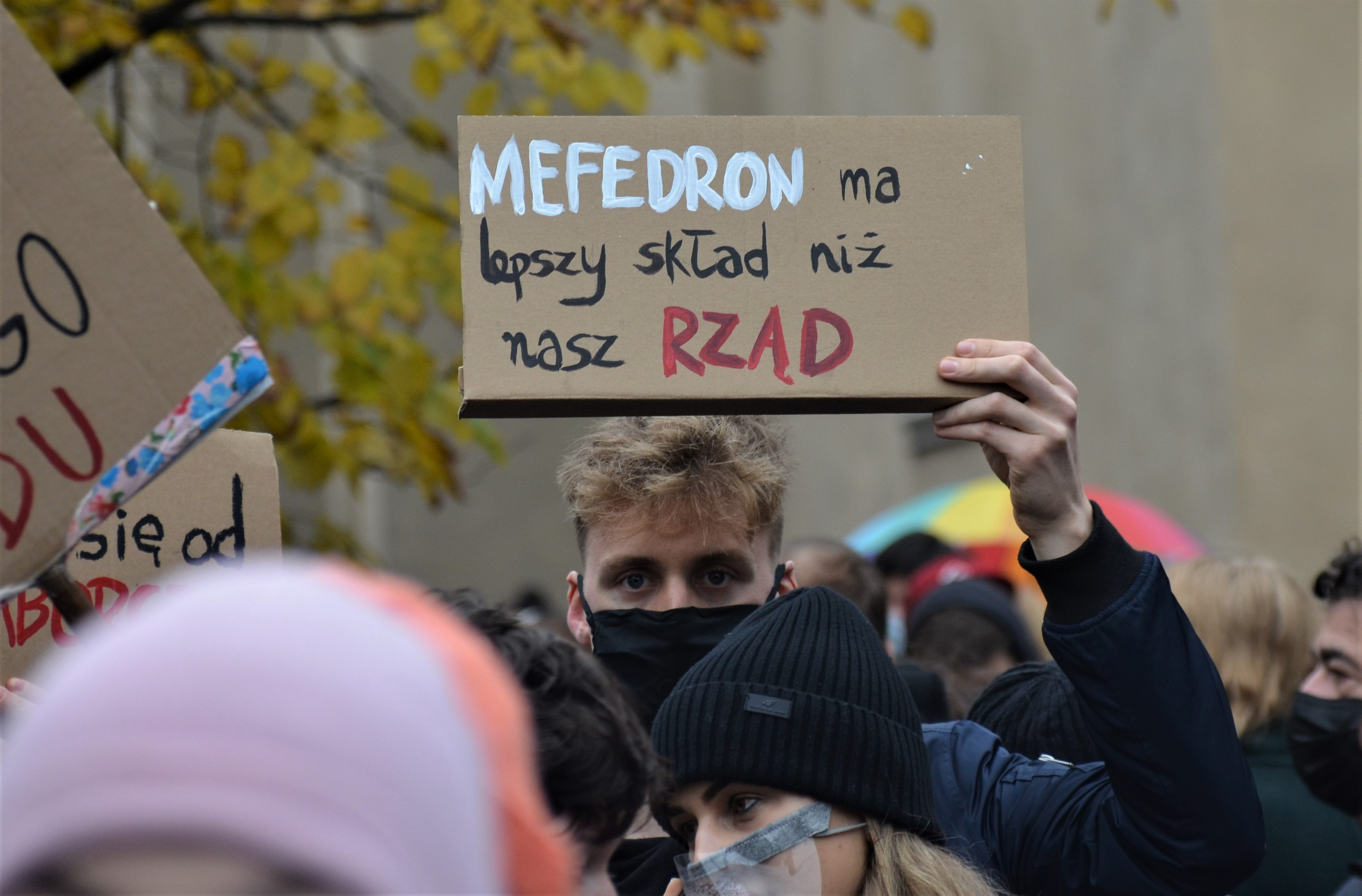
Протест против запрета абортов в Польше, октябрь 2020 года. Надпись на плакате: «У мефедрона лучше состав, чем у нашего правительства»

Согласно британским данным, после запрета мефедрона в 2010 году его цена выросла приблизительно в два раза. В сентябре 2010 года Druglink сообщил, что запрет оказал неоднозначное влияние на использование мефедрона: в одних районах его использование уменьшилось, в других осталось одинаковым, а в некоторых стало более распространённым. В онлайн-опросе 150 пользователей после запрета 63 % заявили, что продолжают использовать мефедрон; из них половина заявила о неизменном количестве использования (относительно дозировки и частоты), а половина заявила о снижении использования; по сравнению с предыдущими опросами, больше пользователей приобретало его у дилеров, а не в интернете. Опрос 2500 посетителей ночных клубов, проведённый журналом Mixmag в 2010 году, показал, что четверть из них употребляли мефедрон в предыдущем месяце, из тех, кто уже использовал мефедрон до запрета, 75 % продолжали использовать его после запрета.
В марте 2011 года Международный комитет по контролю над наркотиками опубликовал отчёт о дизайнерских наркотиках, отметив, что мефедрон к тому времени использовался в рекреационных целях в Европе, Северной Америке, Юго-Восточной Азии, Новой Зеландии и Австралии. В США количество сообщений о случаях отравления мефедроном увеличивалось с 2009 до 2011 годы и начало снижаться в 2012 году:188. На 2012 год пришёлся пик популярности мефедрона и других катинонов в Индии и Японии, однако после введения более суровых законов и жёстких полицейских мер его цена в этих странах возросла и популярность снизилась. В 2012—2013 годах употребление мефедрона взрослым населением европейских стран оценивалось в 0,5 %:25. В 2015 году мефедрон был одним из самых популярных синтетических или замещённых катинонов и новых психоактивных веществ вообще:24-25. Подавляющее большинство синтетических катинонов в это время производилось в Китае и странах Юго-Восточной Азии:25.
К 2020 году мефедрон потерял свою популярность в Великобритании и США, наркопотребители которых переключились на более традиционные и дорогие стимуляторы (кокаин, МДМА), чья чистота выросла к этому времени; его продолжали употреблять в основном маргиналы, давно зависимые и практикующие химсекс. При этом в России, Восточной Европе (Польша, Грузия) и в некоторых странах Азии (Тайвань) его популярность только росла.

### Популярность в России
Мефедрон появился в России ориентировочно в 2009 году. В 2010 году он был запрещён. Однако, к середине 2010-х годов его употребление в России только увеличилось. На нелегальном рынке один грамм мефедрона в 2015 году стоил от 2300 до 2700 рублей в зависимости от региона:25. Крах каналов морских перевозок в страну импортных психоактивных веществ из-за действий Европола и российских правоохранительных органов в 2016 году положил начало новой схеме наркоторговли в России, при которой большая часть наркотиков, кроме кокаина и гашиша, стала производиться в самой стране. Мефедрон можно дёшево производить внутри России из китайских прекурсоров и это увеличило его предложение и спрос. К 2017 году на крупнейшей в то время в России площадке по продаже наркотиков RAMP мефедрон догнал по популярности амфетамин: в продаже каждый день находилось 665 разовых доз мефедрона и 614 доз амфетамина, а марихуаны — 2369 доз.
В 2018 году мефедрон составлял 20,8 % всех покупок на монопольном в то время в России сервисе «Гидра», в 2019 году — 23,6 %. Таким образом, он вышел на второе место по популярности на площадке, если считать всю марихуану вместе, и на первое, если считать разные продукты конопли по отдельности. Согласно оценке Lenta.ru, ежедневно на «Гидре» было представлено более 2050 закладок с мефедроном общей массой 57,3 кг и стоимостью 29 миллионов рублей. С учётом динамики спроса на наркотики это было 756,2 миллиона рублей в месяц и 9 миллиардов рублей в год. Всего за 2019 год пользователи «Гидры» оставили больше 750 тысяч отзывов на мефедрон (обычно наркопотребители оставляют отзыв на каждую вторую покупку). По числу информационных запросов в интернете мефедрон составлял первое место, что свидетельствовало о росте его известности и популярности. Популярность мефедрона довольно сильно различается в крупнейших городах России. Но при этом производится он, судя по всему, повсеместно, соответственно цена на него примерно одна и та же в большинстве регионов России — от 1,6 до 3,5 тыс. рублей за грамм в 2019 году. Повышенная цена фиксировалась в 2019 году во Владивостоке и Калининграде, где были сложности с доставкой прекурсоров. При этом готовый набор для «кухонного» синтеза 1 кг мефедрона стоил в 2019 году на «Гидре» 90 тысяч рублей:120.
|                  | Мефедрон | Гашиш | «Шишки» (соцветия конопли) | Амфетамин | Альфа-ПВП | Кокаин | Другие |
| ---------------- | -------- | ----- | -------------------------- | --------- | --------- | ------ | ------ |
| Волгоград        | 16,7     | 33,7  | 20.5                       | 9,4       | 15,3      | 1,2    | 3,2    |
| Воронеж          | 15,2     | 14,1  | 4,2                        | 27,3      | 22,0      | 2,0    | 15,2   |
| Екатеринбург     | 37,3     | 30,8  | 9,2                        | 5,0       | 10,1      | 1,7    | 5,9    |
| Казань           | 35,0     | 26,6  | 5,4                        | 6,5       | 13,4      | 4,6    | 8,6    |
| Калининград      | 7,7      | 12,0  | 11,3                       | 34,9      | 18,6      | 1,5    | 14,0   |
| Краснодар        | 27,6     | 11,5  | 17,9                       | 4,3       | 24,0      | 2,9    | 11,8   |
| Красноярск       | 9,1      | 23,5  | 12,4                       | 22,9      | 10,6      | 2,8    | 18,7   |
| Москва           | 21,8     | 20,5  | 15,4                       | 11,6      | 10,4      | 8,7    | 11,5   |
| Набережные Челны | 31,6     | 30,6  | 5,1                        | 8,1       | 13,6      | 0,7    | 10,3   |
| Нижний Новгород  | 32,1     | 26,1  | 12,7                       | 13,3      | 4,7       | 3,3    | 7,7    |
| Новосибирск      | 15,7     | 33,8  | 10,0                       | 13,0      | 10,5      | 2,3    | 14,7   |
| Омск             | 42,6     | 11,5  | 19,0                       | 3,6       | 11,7      | 0,8    | 10,8   |
| Пермь            | 30,0     | 19,0  | 5,7                        | 22,3      | 13,3      | 1,3    | 8,4    |
| Ростов-на-Дону   | 36,4     | 18,7  | 20,0                       | 6,5       | 7,8       | 2,2    | 8,4    |
| Самара           | 41,4     | 16,4  | 12,9                       | 8,0       | 13,5      | 1,3    | 6,5    |
| Санкт-Петербург  | 16,8     | 19,7  | 12,1                       | 14,9      | 19,6      | 4,1    | 12,9   |
| Севастополь      | 6,3      | 3,2   | 16,7                       | 16,2      | 47,5      | 0,1    | 10,0   |
| Сочи             | 31,8     | 22,6  | 12,4                       | 4,1       | 16,1      | 7,2    | 5,8    |
| Уфа              | 38,9     | 21,6  | 10,8                       | 9,8       | 11,0      | 0,7    | 7,2    |
| Челябинск        | 39,7     | 27,1  | 6,2                        | 6,0       | 13,1      | 0,4    | 7,5    |
| Ярославль        | 18,6     | 26,4  | 5,8                        | 23,2      | 11,6      | 1,4    | 13,0   |

В 2020 году из 220 детей, наблюдавшихся в государственной наркологической клинике в Омске, порядка 60 наблюдалось в связи с зависимостью от синтетических катинонов (в основном от мефедрона и α-PVP). В 2020 году примерная себестоимость одного грамма мефедрона в России была 20 рублей, а при синтезе в больших объёмах — 1-2 рубля за грамм. При этом грамм мефедрона в розницу шёл за 1700—1800 рублей. Производился мефедрон локально. По сравнению с 2015 годом в 2020 году объём изъятого в России мефедрона вырос в 136,9 раз, также зафиксирован резкий рост случаев выявления в нелегальном обороте его прекурсора — 4-метилпропиофенона:114. Статья о мефедроне в русской Википедии входила в число 200 самых популярных статей на сайте в 2019 году и в число 500 самых популярных статей в 2020 и 2021 годах.

## Рекреационное употребление

### Жаргонные названия
Во многих языках, в том числе в русском, мефедрон часто сокращённо называют ме́фом (англ. meph). Другое распространённое международное жаргонное название вещества — мяу (англ. meow / miaow / mieow) или мяу-мяу выводится из сокращения 4-MMCathinone → «meow meow cat»; есть гипотеза, что данное название сначала было анонимно добавлено в список сленговых названий мефедрона в английской статье в Википедии, затем подхвачено и популяризовано британским СМИ и только после этого оно распространилось среди наркопотребителей. Существует также целый ряд менее известных названий:5.

### Характеристика пользователей
Мефедрон не имеет ни медицинского, ни какого-либо другого применения, кроме рекреационного:22. Потребление мефедрона наиболее часто отмечается среди подростков и молодёжи:26. Средний возраст потребителей синтетических катинонов — 25 лет, мужского пола (77 %), только начавшие работать, либо обучающиеся в различных учебных заведениях (86 %), употреблявшие ранее стимуляторы (96 % экстази, 92 % кокаин), либо страдающие полинаркоманией:33. Мефедрон часто употребляется во время вечеринок, дискотек, крупных спортивных мероприятий, в ночных клубах:33-34. Одной из главных причин популярности мефедрона в среде потребителей, является факт дешевизны наркотика, в сравнении с кокаином, МДМА, или метамфетамином, его уникальные психофармакологические характеристики и якобы относительная безопасность:26.

Согласно исследователю наркорынков и основателю проекта DrugStat, из тех, кто употребляет внутривенно, средний возраст потребителей мефедрона самый молодой — 25-26 лет (героина и метадона — 39 лет, метамфетамина — 38 лет, альфа-ПВП — 32 года): 
Портрет мефедронового потребителя — просто обычные молодые ребята от 18 до 25. Могут выглядеть модно, могут не очень. Мефедрон, в основном — модный молодёжный наркотик, а альфа — дешёвое вещество для более маргинализированных слоёв населения. Его могут употреблять люди 25-30 лет с низкими доходами.
Многие потребители мефедрона имели ранее полинаркоманию, чаще не связанную с конфликтами с законом. Высокая стоимость «классических наркотиков», а также побочные действия медицинских препаратов, применяемых не по показаниям, и связанные с этим законодательные ограничения и меры репрессивного характера часто оказываются решающим фактором для перехода на употребление синтетических катинонов. Синтетические катиноны в описанной ситуации воспринимаются потребителями как удачное соотношение цены и производимых эффектов в отличие от других стимуляторов, таких как МДМА и кокаин. Синтетические катиноны среди потребителей, считаются более «чистым» и «безопасным» продуктом чем МДМА и кокаин:32.

### Формы и дозировка
Мефедрон выпускается в основном в форме белого, желтоватого, бежевого или коричневого кристаллического порошка, а также в виде таблеток различной формы, веса и цвета, капсул или изредка жидкости:8. В продаже доступны массы от одного до нескольких граммов, а также оптовые количества:11. Потребители могут вещество глотать (часто завернув в бумагу — «бомбочкой» (англ. bombing)), вдыхать через нос, вводить путём инъекций внутривенно (англ. slamming) и внутримышечно, использовать ректально:18:25 или втирать в дёсны:188. Интраназальное употребление мефедрона часто связано с раздражением слизистой оболочки носа и неприятными болевыми ощущениями, что приводит многих потребителей к пероральному употреблению наркотика:27. Для курения мефедрон не пригоден.
| Доза      | Перорально  | Интраназально |
| --------- | ----------- | ------------- |
| Пороговая | 15-50 мг    | 5-15 мг       |
| Лёгкая    | 50-100 мг   | 15-25 мг      |
| Обычная   | 100-200 мг  | 20-80 мг      |
| Сильная   | 150-300+ мг | 75-125 мг     |

Многие пользователи мефедрона после первой дозы многократно употребляют его повторно. При этом они зачастую смешивают пероральный и интраназальный способы введения, повышают дозу или сокращают время между дозами. Сообщается, что удержаться от повторных доз психологически сложно. Обычны ситуации, когда в результате этого употребляется целый грамм и более вещества:18 или употребление продолжается до тех пор, пока не закончится всё купленное вещество. 80 % пользователей рассказали, что они приобретают больше мефедрона, чем первоначально планировали. Есть информация о людях, которые вводили себе более 10 разовых доз одна за другой:189. В среднем за сессию употребляется от 0,5 до 1 г. Обычно за 9 часов, потребляется в среднем около 6 доз наркотика, перерыв между употреблениями составляет от 30 минут до двух часов:32. Потребление мефедрона может перерастать в «наркотический запой» («марафон»).
При употреблении в британских клубах в 2009 году 70 % пользователей нюхали мефедрон, а 30 % принимали перорально, средняя доза за сеанс составляла 0,9 г; продолжительность сеансов увеличивалась по мере увеличения дозы. Потребители, которые нюхали вещество, сообщали, что употребляли больше за сеанс, чем те, кто принимал его перорально (0,97 г по сравнению с 0,74 г), а также сообщали о более частом употреблении (пять дней в месяц по сравнению с тремя днями в месяц).
О совместном употреблении мефедрона вместе с другими психоактивными веществами в 2011 году сообщало более 80 % респондентов:189: они употребляли мефедрон с алкоголем, табаком, кокаином, МДМА, марихуаной, героином:25:189. Сочетанное употребление мефедрона вместе с другими психостимуляторами (кокаин, МДМА и другие наркотические вещества с амфетаминоподобным действием) в основном распространено среди лиц, имеющих определённый стаж употребления наркотиков, мефедрон применяется в данном случае для усиления действия других стимуляторов. Употребление синтетических катинонов совместно с другими стимуляторами повышает токсичность последних и увеличивает риск летального исхода:34.

### Психоактивные эффекты
Клинические эффекты, связанные с употреблением мефедрона, являются индивидуальными, зависят от дозы вещества, и способов его употребления:25. Эффекты мефедрона аналогичны эффектам других стимуляторов, таких как МДМА (особенно:80), амфетамины и кокаин:12. По сравнению с другими психостимуляторами для мефедрона характерен более выраженный и кратковременный эффект:49. В 2009 году 60-75 % опрашиваемых британцев при сравнении эффектов кокаина и мефедрона сообщали о более длительной продолжительности эффекта мефедрона, 50 % считали, что мефедрон имеет «лучший» эффект, другие 50 % отдавали первенство кокаину:188. При регулярном приёме к мефедрону быстро развивается толерантность:82.
Потребители мефедрона отмечают, что психотропный эффект наступает после интраназального применения через 10-20 минут, пик действия достигается в течение 30 минут, ожидаемая продолжительность действия приблизительно 1-2 часа. В случае перорального употребления мефедрона психоактивное действие наступает через 15-45 минут с продолжительностью 2-4 часа. Описаны случаи, когда мефедрон употреблялся интраназально, а затем без временного интервала — сразу перорально; данный способ употребления, по мнению некоторых потребителей, применяется, с целью сокращения времени наступления первоначальных эффектов, и пролонгирования общей продолжительности действия:26. При внутривенном введении максимум достигается в течение 10-15 минут с продолжительностью действия 30 минут:12:26:188, но при этом эффект более глубокий:12.
К основным эффектам, которые большинство потребителей относят к желательным, можно отнести следующие проявления: эйфория:12:25, чувство лёгкости и полёта во всём теле, ощущение благополучия:26, усиление чувства эмпатии:25, повышенное доверие к окружающим, приподнятое настроение, сниженная враждебность:25, общее возбуждение:12:189, неотступное желание двигаться:34, отсутствие чувства усталости, повышенная самооценка, ускорение темпа речи:26, повышение способности в установлении новых контактов, разговорчивость, желание находиться в центре внимания, повышение концентрации внимания:25, ускорение ассоциативных процессов:26, повышение восприимчивости к цвету, звукам:25 (в том числе музыке:12), тактильным ощущениям:25, снижение аппетита, вплоть до полного его отсутствия, бессонница:34, повышение либидо, растормаживание сексуального влечения:12:26 и повышение сексуальной активности:25, но при этом аноргазмия:189 и эректильная дисфункция:189.
Синтетические катиноны, вероятно за счёт своего действия на центральную систему моноаминов, способны вызывать значимые изменения в поведении животных. Мефедрон достаточно быстро увеличивает двигательную активность, скорость стереотипных движений, что приводит к «приступам» активности, сменяющимися на периоды отдыха. Способность вызывать хаотичную двигательную активность обнаруживают практически все синтетические катиноны, однако, стимуляция целенаправленной двигательной деятельности присуща лишь мефедрону и MDPV. Снижение доз мефедрона ведёт к уменьшению двигательной активности, в то время как снижение доз MDPV либо сохраняет двигательную активность на прежнем уровне, либо способствует её повышению. Повышение целенаправленной двигательной активности происходит за счёт активирующего влияния на дофаминовые D2-рецепторы в стриатуме. Следовательно, активация или ингибирование данного типа рецепторов после введения мефедрона или MDPV вызывает различия в механизмах реализации целенаправленной двигательной активности. Влияние на сложные двигательные акты и механизмы кратковременной памяти после употребления синтетических катинонов нуждается в дальнейшем исследовании:34.
Мефедрон, в зависимости от вводимой дозы, способен снижать активность приматов в опытах с вертушками и опытах с вовлечением правой и левой верхних конечностей, где требовалась реализация сложных двигательных навыков. Также после введения мефедрона отмечалось существенное снижение процедурного обучения. Несмотря на угнетение мелкой моторики верхних конечностей, отмечалось незначительное повышение зрительно-пространственной ориентации, процессов постоянного обучения, долговременной памяти после введения мефедрона приматам. Хранение в кратковременной памяти определённых событий, не затрагивающих процессы зрительно-пространственной ориентации, может сохраняться в течение продолжительного периода при постоянном введении наркотиков в опытах на животных. Многодневное введение мефедрона в опытах на крысах, повышало на некоторое время результативность последних в опытах лабиринта. У детёнышей крыс после многодневного введения мефедрона отмечается снижение результатов по идентификации предметов спустя 35 дней после последнего введения наркотика, что указывает на снижение механизмов долговременной памяти:34.
Многие из приведённых наблюдений были подтверждены на людях. Так потребители наркотика, находясь в состоянии наркотического опьянения после употребления мефедрона, показывали снижение результатов оперативной и кратковременной памяти, при этом обнаруживая хорошие результаты в тестах с тонкой моторикой и вербальной коммуникацией и улучшение концентрации внимания. Долгосрочные
эффекты на человеческую память после употребления мефедрона в рецензируемой литературе не описаны:34. Поведенческие эффекты, отмечаемые в опытах на животных, являются субъективным отражением таковых, что возникают у людей при употреблении синтетических катинонов. Однако, работ, посвящённых сравнению психоактивных эффектов синтетических катинонов и других психостимуляторов в рецензируемой литературе представлено очень мало, что не позволяет сделать достоверных выводов:35.

## Побочные эффекты
Мефедрон характеризуется типичным симпатомиметичным токсическим синдромом:45. В научной литературе описаны многочисленные побочные эффекты, связанные как с длительным, так и эпизодическим употреблением мефедрона. При этом в ряде работ отмечается, что возникновение побочных эффектов со стороны сердечно-сосудистой системы, желудочно-кишечного тракта, центральной нервной системы не требует употребления высоких доз мефедрона и длительного употребления данного вещества:26. По сравнению с другими психостимуляторами мефедрон имеет более короткий период полувыведения, отчего быстрее наступает пиковая концентрация, поэтому он более опасен, так как потребители принимают его чаще, чтобы продлить действие, тем самым повышая риск токсичности:49.
Наиболее серьёзные побочные эффекты мефедрона, по-видимому, связаны с высокими дозами, длительным употреблением, и с одновременным приёмом других интоксикантов (алкоголь, кетамин, героин, ГОМК/ГБЛ или другие стимулирующие препараты, такие как МДМА, амфетамин или кокаин):13. Так большинство пациентов, поступающих в реанимацию с диагнозом передозировки мефедрона использовали несколько наркотических веществ. Скрининговое исследование анализа мочи на наркотики показало, что в 16 из 17 случаев выявляются наркотики других групп. Посмертная токсикологическая экспертиза также часто показывает наличие наркотиков разных групп в исследуемом материале:189.

### Кратковременные побочные эффекты
Документированные побочные эффекты включают в себя следующие нарушения: тризм жевательной мускулатуры, скрежетание зубами (бруксизм), повышенное потоотделение («мефедроновый пот»), снижение остроты зрения, расширение зрачков (мидриаз), головные боли (цефалгии), нарушения ритма сердца, гипертонический криз, боли в области сердца, тошнота, рабдомиолиз, развитие острой почечной недостаточности:26. Развитие выраженной гипонатриемии скорее всего происходит по тем же механизмам как при употреблении МДМА и связано с повышенным потоотделением и как следствие потерей электролитов, а также нарушением секреции антидиуретического гормона:26-27. Вдыхание мефедрона может вызвать носовое кровотечение и ожоги слизистой оболочки носа и гортани:13.
Кроме того, пользователи сообщали о многочисленных симптомах на интернет-форумах, в том числе: онемение и отсутствие тактильной чувствительности, повышение средней температуры тела, снижение средней температуры тела, рвота, болезненные ощущения в суставах, изменение цвета конечностей, боль в животе, утомляемость и затруднённое дыхание, тремор и конвульсии, паркинсоноподобные подёргивания конечностей:13, аноргазмия:189, эректильная дисфункция, «мефедроновый» запах от тела:189. Однако, невозможно определить истинную зависимость этих симптомов от использования, и это неподтверждённые отдельные отчёты пользователей:13.
Нежелательные психологические и поведенческие эффекты по сообщениям пользователей включают: головокружение, неспособность сконцентрироваться, неспособность визуально сфокусироваться, преходящие когнитивные нарушения (нарушение кратковременной памяти и концентрации внимания), изменённый уровень сознания, неустойчивое поведение:13, эксцентричность и неадекватность, потерю аппетита, ночные кошмары:13, ажитацию, тревогу:27, волнение, гиперчувствительность, раздражение, дисфорию, депрессию, бессонницу, галлюцинации, паранойю, развитие острой полиморфной бредовой симптоматики:27 (в том числе дерматозойный бред, приводящий к расчёсыванию и ощупыванию кожи, особенно лица, шеи и рук:13), агрессивное поведение, суицидальные мысли, суицидальные действия. Развитие в состояния острых психотических нарушений отмечалось после употребления высоких доз мефедрона, а также неоднократного употребления малых доз в течение короткого промежутка времени, и у тех потребителей, у кого в анамнезе имели место экзогенные вредности (травмы, операции под общим наркозом, интоксикации, и т. д.):27.
Из 70 нидерландцев, употребивших мефедрон, 58 человек назвали употребление мефедрона приятным опытом, а 12 — неприятным. В опросе в Шотландии около 50 % пользователей сообщили по крайней мере об одном негативном эффекте, связанном с использованием мефедрона, из которых наиболее распространённым было скрежетание зубами. Опрос, проведённый в Великобритании в 2010 году, показал, что 67 % потребителей мефедрона хотя бы раз при его использовании испытывали потливость, 51 % страдали от головных болей, 43 % — от учащённого сердцебиения, 27 % — от тошноты и 15 % — от холода или посинения пальцев:12.

По мнению заместителя главного врача Курганского областного наркодиспансера П. Подорванова, 
в состоянии опьянения мефедроновый наркоман выглядит так: ярко выраженные расширенные зрачки, у него быстрая активная речь, во время разговора скачет с темы на другую. … То есть человек употребил, получил чувство эйфории, но у него быстро растрачиваются все вещества, вырабатываемые в норме для поддержания нормального состояния и настроения. У мефедронового наркомана происходит мгновенный выброс веществ, затем — истощение. Человек под мефедроном сначала весёлый, активный и позитивный, его невозможно перебить, скачет с темы на тему. Позже у него резко наступает апатия. Ему тут же требуется употребить снова. Он употребляет, и снова всплеск на 2-3 часа. Это может длиться несколько суток. У него обычные человеческие потребности уходят на задний план: человек не ест, не спит. Через 2-4 суток наступает полное истощение, человек сутки-двое отсыпается.
Исследование на крысах, организованное российским даркнет-рынком «Гидра» в 2019 году, показало, что крысы под мефедроном больше суетятся, у них падает мотивация — они реже заглядывают в норки; мефедрон угнетает иммунитет, нагружает сердечно-сосудистую систему.

### Зависимость
Нередки сообщения пользователей о страстном желании употребить снова. Это говорит о том, что мефедрон может вызывать психологическую зависимость:13. Имеется сообщение из Великобритании о молодом мужчине, у которого развилась зависимость после 18-месячного использования перорального, назального и ректального мефедрона; клиническая картина включала транзиторный психоз, галлюцинации, гипоманию и расстройства настроения:13. Исследования на животных также подтверждают высокую способность мефедрона формировать зависимость. Так британско-австралийское исследование 2013 года показало, что крысы, имеющие неограниченный доступ к внутривенному мефедрону, употребляли его охотнее, чем метамфетамин.
По мнению некоторых исследователей, интраназальное употребление мефедрона имеет аддиктивный потенциал, сравнимый с употреблением кокаина и метамфетамина. Согласно данным опроса, проведённого среди 1500 потребителей мефедрона, 50 % респондентов сообщили о том, что отмечают у себя явления зависимости от данного наркотика. По данным другого исследования, 25 % потребителей сообщают о страстной тяге к мефедрону. Основные симптомы большого наркоманического синдрома в результате употребления мефедрона были описаны во многих работах: утрата ситуационного и количественного контроля, тяга к веществу, рост толерантности:27. Непреодолимая тяга к препарату вызывает агрессивное поведение, тревогу, депрессию, психические расстройства.
Синдром отмены мефедрона был описан у потребителей, чей стаж потребления составляет более 3 месяцев. Основные проявления синдрома отмены сводятся к следующим нарушениям: повышенной утомляемости, бессоннице, нарушению концентрации внимания, эмоциональной гиперестезии, заложенности носа, интенционному тремору, ознобу, повышению температуры до лихорадочных цифр или её снижению ниже физиологических показателей, тахикардии, головной боли с мигренеподобными ощущениями, развитию депрессивной симптоматики с выраженным адинамическим компонентом, тревоге, транзиторным паранойяльным реакциям:27.
Абстинентный период у потребителей синтетических катинонов условно делится на две фазы:
- Острая фаза: расстройства аффективного спектра, чаще всего тревожная депрессия, стойкая бессонница, флэшбэки, снижение аппетита, неусидчивость, транзиторные эпизоды простейших слуховых галлюцинаций.
- Подострая фаза: аффективные нарушения с адинамическим компонентом, снижение аппетита, моторная заторможенность, поверхностный сон с частыми пробуждениями.

В целом абстинентный период при употреблении катинонов длится 15-25 дней в зависимости от конкретного вещества,
стажа потребления, возраста больного, сопутствующих соматических нарушений:34.
Российское исследование 2012 года показало, что из 48 пациентов Волгоградского областного клинического наркологического диспансера с диагнозом «синдром зависимости (мефедронсодержащие психоактивные вещества)» преобладали лица со средним образованием, возрастом 19-29 лет, в среднем 26 лет; большинство были безработными и жили за счёт нелегальных доходов (кражи, разбои); более половины не имели собственных семей, проживали с родителями или за их счёт; средний возраст первого употребления наркотического вещества составлял 19 лет; средняя продолжительность систематической наркотизации различными веществами 9 лет; средняя продолжительность приёма синтетических стимуляторов составляла 7 месяцев и характеризовалась клинически сформированным синдромом отмены; среднее количество наркотика, вводимого за сутки, составляло 1,6 г; 62,5 % ранее уже перенесли острые психотические расстройства в связи с употреблением синтетических стимуляторов («соли для ванн»); соматическая отягощенность была выявлена у более чем 85 % пациентов (поражение печени различной этиологии — вирусной, токсической, смешанной, токсическая кардиомиопатия).

Пользователей с сильной мефедроновой зависимостью, согласно этому исследованию, характеризует: 
выраженная аффективная насыщенность переживаний, торопливость и небрежность в ответах, снисходительное отношение к недостаткам своего характера. У них резко нарушен баланс между эгоцентрическими тенденциями и социально ориентированными намерениями, ослаблен самоконтроль. Активно-агрессивная позиция и субъективно-иррациональная мотивация, упрямство и непредсказуемость, максимализм в проявлении чувств и в высказываниях характеризует данных лиц. Также для них характерно пренебрежение к общественным нормам поведения, отсутствие опоры на морально-нравственные традиции окружающей среды, соперничающий, авторитарный стиль межличностного общения, отрицание авторитетов и негативная установка на корригирующее влияние окружения; внешне обвиняющая реакция и проекция своей недоверчивости и враждебности на окружающих, а также отрицание трудностей и неадекватно завышенная самооценка; склонность к застреванию на негативном опыте с тенденцией к экстраполяции враждебных переживаний на большинство окружающих лиц. Наблюдается поспешность в принятии решений, в высказывании суждений; некритичность к своим промахам, возможные взрывные реакции и поиски справедливости могут приводить к акциям мстительности.
Единого подхода к терапии зависимости от мефедрона в настоящее время не существует:33.

### Долговременные побочные эффекты
В отчёте ВОЗ 2014 года о мефедроне была приведена информация о возникновении у потребителей обратимой дилатационной кардиомиопатии, пневмомедиастинума, подкожной эмфиземы, острого повреждения почек, заднего обратимого энцефалопатического синдрома:45. Доказано, что интраназальное употребление мефедрона может приводить к развитию спонтанной эмфиземы средостения, увулиту (воспалению нёбного язычка), задержке мочи:27. Злоупотребление мефедроном может сопровождаться потерей веса. Другие риски вследствие употребления мефедрона связаны с распространением ВИЧ и заболеваний, передающихся половым путём, особенно в рамках химсекс-вечеринок. Влияние длительного употребления мефедрона на репродуктивную функцию, его генотоксичность, канцерогенный потенциал до настоящего времени остаётся малоизученной проблемой:27.
Внутривенный путь употребления мефедрона, по-мнению некоторых авторов, приводит к более быстрому формированию явлений психической зависимости и способствует риску развития полинаркомании (35 % потребителей мефедрона посредством инъекций, отмечают сопутствующее употребление наркотиков опийной группы), а также способствует возникновению коморбидной психической патологии:27. При внутривенном употреблении мефедрона многие потребители отмечают чувство сильного жжения в области укола. Повторные инъекции приводят к повышенному тромбообразованию, возникновению флебитов, склерозированных узлов, абсцессов, в тяжёлых случаях регионарным некротическим поражениям. Именно поэтому, в одну вену, потребители производят не более 2-3 инъекций:27.
Нейротоксическое действие мефедрона на серотониновую и дофаминовую системы остаётся спорным. Хотя в одних исследованиях на животных моделях сообщалось об отсутствии повреждения дофаминовых нервных окончаний в стриатуме и неизменности уровня моноаминов в головном мозге, в других исследованиях предполагалось быстрое снижение функции транспортёров серотонина и дофамина. Стойкий серотонинергический дефицит наблюдался после длительного употребления при высокой температуре окружающей среды как в серотонинергических, так и в дофаминергических нервных окончаниях. Также сообщалось о цитотоксичности вызванной окислительным стрессом и увеличении перекисного окисления липидов лобной коры.
Было показано, что оба энантиомера меткатинона (эфедрона), который отличается от мефедрона только отсутствием метильной группы в арильном кольце, токсичны для дофаминовых нейронов крыс, а S-энантиомер также токсичен для серотониновых нейронов. С. Гиббонс и М. Зло из Фармацевтической школы Лондонского университета заявляли, основываясь на химическом сходстве меткатинона и мефедрона, что «весьма вероятно, что мефедрон проявит нейротоксичность». Однако, Брант и его коллеги отметили, что следует проявлять «крайнюю осторожность» при выводе о токсичности мефедрона по аналогии с меткатиноном, так как некоторая токсичность меткатинона связана с примесями марганца, появляющимися во время синтеза, а не с самим соединением. Они пришли к выводу, что для изучения токсичности мефедрона необходимы дополнительные экспериментальные исследования.
В Польше описан случай, когда на фоне приёма мефедрона в течение трёх месяцев несколько раз в неделю у 22-летней девушки развились бред отношения, бред преследования, ажитация и тревога. Ей потребовалась госпитализация, но поскольку она скрыла употребление вещества от психиатров, её лечили от параноидной шизофрении 10 мг оланзапина в сутки. Через три недели симптомы пропали и её выписали. Но она продолжила использование мефедрона, что привело к возвращению симптомов и повторной госпитализации. На этот раз врачи узнали об употреблении и ей больше не назначали лечение антипсихотиками. Симптомы прошли сами собой через двое суток. Тем не менее, у неё наблюдались сонливость, апатия и социальная изоляция, что может говорить о синдроме отмены. Невозможно сказать, были ли у неё предпосылки для психиатрических отклонений или они целиком вызваны мефедроном.
Согласно спонсированному «Гидрой» исследованию, проведённому в частной клинике в 2018 году на шести добровольцах, мефедрон как таковой «не вызывает обострения симптомов хронических заболеваний или появления новых. Вместе с тем, употребление загрязнённых, особенно прекурсорами веществ вызывает серьёзные патологические изменения даже в здоровом организме». Также примеси снижают чувство эйфории и усиливают стимулирующий эффект вещества.

### Передозировка
Согласно лондонским данным за 2009 год о 31 случае острой токсичности, связанной с употреблением якобы мефедрона, наиболее частым клиническим симптомом при поступлении было возбуждение (51,6 % пациентов), у восьми (25,8 %) пациентов отмечалось учащённое сердцебиение, у шести (19,4 %) — рвота, у трёх (9,7 %) — самокупирующийся догоспитальный припадок, у одного (3,4 %) — бруксизм и у одного (3,4 %) — головная боль. Ни у одного из пациентов не было изменения цвета кожи или холодных конечностей:13. 25 (80,6 %) пациентов были выписаны либо непосредственно из отделения неотложной помощи, либо из палаты кратковременного пребывания. Эти пациенты нуждались либо в периоде наблюдения перед выпиской, либо в медикаментозном лечении симптомов. Четырём (12,9 %) пациентам потребовалось использование бензодиазепинов для купирования возбуждения при поступлении в больницу. Из шести пациентов, поступивших в больницу, четверо были госпитализированы для наблюдения/лечения в отделение общей терапии, а двое (6,4 %) нуждались в госпитализации в отделение интенсивной терапии. Все пациенты дожили до выписки из стационара без каких-либо отдалённых последствий при выписке:13-14.
Врачи Больницы имени Гая в Лондоне сообщили, что из 15 пациентов, которых они лечили после приёма мефедрона в 2009 году, 53 % были возбуждены, у 40 % было учащённое сердцебиение, у 20 % была систолическая гипертензия и у 20 % были судороги; троим потребовалось лечение бензодиазепинами, преимущественно для контроля возбуждения. Врачи сообщили, что ни один из их пациентов, вопреки другим сообщениям, не страдал от холода или посинения конечностей. У 9 из 15 пациентов шкала комы Глазго равнялась 15, что указывает на то, что они были в нормальном психическом состоянии; у четырёх пациентов шкала была ниже 8 баллов, но все они сообщили об одновременном приёме депрессантов, часто гамма-оксимасляной кислоты (ГОМК).
Согласно данным Национальной информационной службы Великобритании по ядам за 2009 год, наиболее распространёнными клиническими признаками у обратившихся в службу лиц были тахикардия и возбуждение (10-20 %); тревога, аритмия, боль в груди, головокружение, одышка, расширение зрачка (мидриаз) и тошнота (5-10 %); боль в животе, головная боль, рвота, ступор, гипертония, повышенное потоотделение, нарушение зрения, галлюцинации, бессонница, боль в почках и тремор (1-5 %). Согласно данным Шведского токсикологического центра за 2008—2009 годы, из ста обратившихся тахикардия присутствовала у 54 %, беспокойство у 37 %, мидриаз у 25 %, артериальная гипертензия у 14 % и тревога у 14 %:14.
В 2009 году в Великобритании был зарегистрирован случай симпатомиметической токсичности после того, как человек принял 0,2 г мефедрона перорально, а после этого, не добившись желаемого эффекта, ввёл 3,8 г, смешанные с водой, в бедра подкожно. Вскоре после этого у пользователя развилось учащённое сердцебиение, нечёткое туннельное зрение, давление в груди и потливость. Пациента лечили 1 мг лоразепама, и симпатомиметические признаки уменьшились. Больной был выписан в течение 6 часов после прибытия.
При медицинском освидетельствовании на состояние опьянения у лиц, принимавших мефедрон, и доставленных с апреля по май 2010 года в отделение медицинского (наркологического) освидетельствования «Краевого наркологического диспансера № 1» Пермского края, отмечались эмоциональная лабильность, импульсивное поведение, прерывистая, быстрая речь. Со стороны вегетативной нервной системы: мидриаз (расширение зрачков), вялая реакция зрачка на свет, нистагм (колебательные движения глаз высокой частоты), нарушение конвергенции, гипертензия, тахикардия, гиперрефлексия, потливость, тремор пальцев рук и кончика языка. Нервно-мышечные расстройства проявлялись в зависимости от стадии опьянения нарушением походки, неустойчивостью в позе Ромберга, ошибками при выполнении координационных проб. При нарастании интоксикации возникали головокружение, головная боль, усталость, тревога и страх, возможны психотические варианты опьянения.
В Лондоне в 2010 году были обследованы 72 пациента с отравлением мефедроном, средняя употреблённая доза составила 1,9±2 г (0,3-7 г). У пациентов наблюдались: ажитация (38,9 %), рвота (13,9 %), боль в груди (12,5 %), тахикардия с частотой сердечных сокращений 140 ударов в минуту (8,3 %), судороги (6,9 %). Судороги развивались в период между 30 минутами и 8 часами после отравления и носили генерализованный клонико-тонический характер. Умер 1 больной. По мнению автора исследования, гипонатриемия и признаки отёка головного мозга могут быть предикторами летального исхода.
В 2010 году сообщалось о случае серотонинового синдрома, когда больной, пивший по рецепту флуоксетин и оланзапин, принял 40 таблеток содержащих мефедрон за одну ночь. Его лечили лоразепамом и выписали через 15 часов после госпитализации. Врачи, которые лечили 15-летнюю девушку, пострадавшую от интоксикации мефедроном, предположили на страницах журнала The Lancet, что, как и МДМА, мефедрон может способствовать опосредованному серотонином высвобождению антидиуретического гормона, что приводит к гипонатриемии и изменению психического состояния.
В 2010 году был случай, когда 19-летний юноша был госпитализирован с воспалением сердца (миокардитом) через 20 часов после приёма одного грамма мефедрона; врачи, лечившие пациента, заявили, что это было вызвано либо прямым токсическим действием мефедрона на сердечную мышцу, либо иммунным ответом. В том же году сообщалось также о случае приобретённой метгемоглобинемии, когда у пациента были «синюшные губы и пальцы» после того, как пользователь вдохнул один грамм мефедрона; пациент начал поправляться после прибытия в больницу, и не было необходимости вводить какие-либо лекарства.
Одним из главных симптомов передозировки мефедрона является гипертермия — температура тела пациента может повышаться до 42,1 °C. Вероятно, гипертермия играет основополагающую роль в механизмах токсичности мефедрона:34.
В 2013 году описан случай кататонического возбуждения после употребления мефедрона у 19-летней пациентки без отягощённого психиатрического анамнеза, сменившегося ступором с восковой ригидностью, застыванием в вычурных позах и обездвиженностью, симптомы были купированы в течение трёх суток:135:104. В российском исследовании кататоническое возбуждение регистрировалось у 18 % пациентов с острым интоксикационным психотическим расстройством:104.
Гипонатриемия — частое осложнение, возникающее в результате употребления MDMA. Считается, что она является следствием гипергидратации, вызванной наркотик-ассоциированной секрецией вазопрессина. Не до конца понятна роль мефедрона в возникающих изменениях баланса натрия и воды в организме. В литературе подробно описаны три случая гипонатриемии в результате интоксикации мефедроном. 14-летняя девочка, которая употребила алкоголь и порошок белого цвета, доставлена в тяжёлом состоянии, оценка по Шкале комы Глазго — 11. В анализах отмечена гипонатриемия — 118 ммоль/л. Параллельно с этим зафиксировано повышение внутричерепного давления, на ЯМР-снимках подкорковые изменения белого вещества. Неврологические симптомы купированы на фоне нормализации баланса натрия, сохранялись умеренная дисфазия и антероградная амнезия. Спустя два месяца наступила полная нормализация. Два других случая были с летальным исходом. 29-летний человек доставлен в отделение реанимации в состоянии комы, анализы показали гипонатриемию — 125 ммоль/л, на компьютерной томографии выявлен отёк головного мозга. Он умер после отключения от аппарата искусственного жизнеобеспечения после смерти мозга. 18-летняя женщина, которая использовала гашиш и мефедрон, перенесла остановку сердца. Она была реанимирована, в анализах зафиксирована гипонатриемия — 120 ммоль/л. На компьютерной томографии выявлен отёк головного мозга. Смерть наступила через 36 часов с момента поступления:190.
Употребление мефедрона с другими психоактивными веществами значительно повышает риск острой интоксикации. Так, в 2010 году все пациенты отделения реанимации в Великобритании, поступившие с диагнозом передозировки мефедрона, использовали несколько наркотических веществ. Скрининговое исследование анализа мочи на наркотики в том же году также показало, что в 16 из 17 случаев выявляются наркотики других групп. Посмертная токсикологическая экспертиза также часто показывает наличие наркотиков разных групп в исследуемом материале:189.

### Связанная летальность
О летальных случаях, якобы связанных с употреблением мефедрона, неоднократно сообщалось в литературе:27. Однако, определить конкретные риски сложно, поскольку во многих из них имело место одновременное использование других веществ:189 или при проверке принятым веществом оказывался вовсе не мефедрон или не только он. Сообщения газет о неподтверждённых смертях и другом вреде от мефедрона часто следуют «обычному циклу преувеличений, искажений, неточностей и сенсационности, связанных с сообщениями об употреблении наркотиков для развлечения», пересказывают слухи и создают мифы. Показательна популярная в прессе, но оказавшаяся выдумкой история о британце, оторвавшем под действием мефедрона себе мошонку.
Первой умершей после приёма мефедрона считается 18-летняя шведка, скончавшаяся в Стокгольме в 2008 году:14. Девушка употребляла мефедрон вместе с марихуаной. У неё возникла остановка сердечной деятельности и дыхания:49. У неё начались судороги, а лицо посинело. Несмотря на усилия врачей девушка впала в кому, у неё наблюдались тяжёлые гипонатриемия и гипокалиемия. Через полтора дня после появления симптомов врачами была констатирована смерть мозга:49. Вскрытие показало сильный отёк головного мозга. Смерть девушки привлекла к мефедрону больше внимания средств массовой информации и 15 декабря 2008 года владение мефедроном было классифицировано в Швеции как уголовное преступление.
К июлю 2010 года предполагалось, что мефедрон был причастен к 52 смертельным исходам в Великобритании, однако обнаружен он был только в 38 из этих случаев. Из 9 случаев, в которых коронеры закончили расследование, утверждалось, что 2 были вызваны непосредственно мефедроном. Сообщается, что первая смерть в стране, вызванная употреблением мефедрона, произошла с 46-летним Джоном Стерлингом Смитом, у которого были проблемы со здоровьем, и он неоднократно вводил наркотик. В отчёте Forensic Science International в августе 2010 года говорится, что интоксикация мефедроном была зарегистрирована как причина смерти в двух случаях в Шотландии; посмертные образцы показали, что концентрация мефедрона в крови составляла 22 мг/л в одном случае и 3,3 мг/л в другом.
Мефедрон был причастен к смерти 22-летнего американца, который также вводил себе героин. Мефедрон был обнаружен в его крови в концентрации 0,5 мг/л и в моче в концентрации 198 мг/л. Концентрация в крови морфина, метаболита героина, составляла 0,06 мг/л. Для сравнения, средняя концентрация морфина в крови в результате смертельной передозировки только героином составляет около 0,34 мг/л. В ноябре 2009 года широко сообщалось, что смерть девочки-подростка в Великобритании была вызвана мефедроном, но в отчёте коронера был сделан вывод, что она умерла по естественным причинам. В марте 2010 года СМИ широко сообщали, что смерть двух подростков в Сканторпе была вызвана мефедроном, однако токсикологические отчёты показали, что подростки не принимали мефедрон и умерли в результате употребления алкоголя и метадона.
У 19-летнего мужчины, употребившего мефедрон, MDMA и алкоголь, спустя несколько часов появились судороги. Когда он был обнаружен, «его глаза вращались, и он захлёбывался кашлем». Во время транспортировки в больницу у него произошла остановка сердца, проводимая реанимация не дала эффекта, по прибытии была констатирована смерть. Посмертный токсикологический анализ показал наличие в крови алкоголя, 3-фторметилфенилпиперазина и мефедрона. 49-летняя женщина почувствовала острую боль за грудиной после вдыхания мефедрона, приёма алкоголя и курения гашиша. Причиной смерти была названа интоксикация мефедроном с сопутствующими факторами, такими как кардиальный фиброз и атеросклероз коронарных артерий:190. Мефедрон как способствующий фактор указан ещё в двух других случаях: смерть пациента со множественной лекарственной передозировкой и ДТП с летальным исходом. Мефедрон явился причиной смерти человека, который, находясь в делирии, разбил стекло и порезал руки. Причиной смерти указана интоксикация мефедроном с обильной кровопотерей, хотя токсикологический анализ крови кроме мефедрона выявил ещё несколько веществ: кокаин и его метаболиты, MDMA:191.
С сентября 2009 по октябрь 2011 года в Великобритании зарегистрировано 128 летальных исходов, связанных с использованием мефедрона: из 62 случаев, которые можно было оценить, 26 смертей произошли в результате острого токсического действия вещества и 18 суицидов случились на фоне длительного приёма:191. Проведённые многочисленные исследования не смогли определить минимальную летальную дозу мефедрона. В 18 летальных случаях наличие мефедрона в биологических средах было подтверждено лабораторными данными. В 9 летальных случаях помимо мефедрона в биологических средах были обнаружены другие психоактивные вещества:27.
В марте 2021 года в Новосибирске сообщалось о жестоком убийстве 17-летней девушки своим зависимым от мефедрона 19-летним парнем, причём за день до трагедии он, с её слов, находясь под действием наркотика, вступил в пассивный гомосексуальный акт. В январе-феврале 2022 года несколько человек погибли в Ростове-на-Дону, употребив купленную ими под видом мефедрона смесь, в которой помимо него оказались следы других наркотиков, стройматериалов, крахмала и даже крысиного яда.

## Химия

### Химическое описание

Молекулярная структура мефедрона

Систематическое наименование вещества — (RS)-2-(метиламино)-1-(4-метилфенил)пропан-1-он. Как производное катинона его можно назвать 4,N-диметилкатинон. Как производное меткатинона (эфедрона) — 4-метилметкатинон или 4-метилэфедрон, сокращённо мефедрон. Как производное амфетамина — β-кето-(4,N-диметиламфетамин). Другие имена: p-метилметкатинон, p-метилэфедрон, 2-метиламино-1-p-толипропан-1-он, (RS)-α-метиламино-4-метилпропиофенон, 4’-метил-2-метиламинопропиофенон и (RS)-4-(2-метиламинопропионил)толуол. Регистрационный номер CAS: 1189805-46-6 (свободное основание); 1189726-22-4 (гидрохлорид):5.
Синтетические катиноны являются β-кетоамфетаминами, структурно схожими с дофамином, метамфетамином, МДМА и пировалероном. Основой мефедрона является фенилэтиламин с кетонной группой β-углерода. Мефедрон метилирован аминогруппой α-углерода в основе ароматического кольца, образуя структуру аналогичную метамфетамину и меткатинону:32.
Химическая формула мефедрона — C11H15NO. Молярная масса — 177,2429 г/моль:5. Индекс хроматографического удерживания — 1462.

### Физические свойства
Соль гидрохлорида мефедрона представляет собой белый порошок, а его свободное основание — желтоватую жидкость при температуре окружающей среды. Мефедрон продаётся в виде стабильной водорастворимой белой или слегка окрашенной гидрохлоридной соли, чаще в виде рацемической смеси двух энантиомеров:6. Чаще в виде кристаллов или порошка («муки»), а также в виде капсул и таблеток. Мефедрон может иметь характерный запах, который, как сообщается, варьируется от запаха ванили и отбеливателя до несвежей мочи и печатных плат.

### Синтез

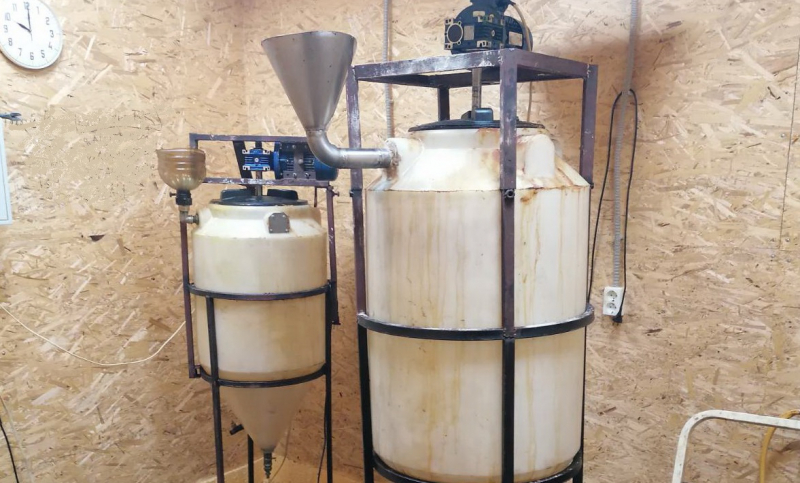
Установка для кустарного синтеза мефедрона

Крупные партии мефедрона можно синтезировать в небольшом помещении с хорошей вентиляцией и оборудованием, доступным для покупки в интернете. Синтез мефедрона не требует высокой квалификации изготовителя:114, необходимы приблизительно такие же знания, как и для синтеза амфетаминов и МДМА:17. На данный момент мефедрон — это одно из самых доступных для синтеза психоактивных веществ в России. Так подавляющее большинство магазинов на «Гидре» со статусом производителя в 2020 году делали именно мефедрон. Основным прекурсором мефедрона на территории РФ является 4-метилпропиофенон, внесённый в список I Перечня наркотических средств и психотропных веществ и их прекурсоров лишь в октябре 2022.
Мефедрон можно синтезировать несколькими способами. Самый простой метод, благодаря доступности соединений:17:25, заключается в добавлении 4-метилпропиофенона, растворённого в ледяной уксусной кислоте (CH3COOH, сокращённо AcOH), к брому (Br2) с образованием масляной фракции 4'-метил-2-бромпропиофенона. Затем масляную фракцию можно растворить в дихлорметане (CH2Cl2) и добавить капли этого раствора к другому раствору дихлорметана с гидрохлоридом метиламина ([CH3NH3]Cl) и триэтиламином ((С2H5)3N, сокращённо Et3N). Затем добавляют соляную кислоту (HCl), водный слой удаляют и подщелачивают с помощью гидроксида натрия перед экстракцией амина с помощью дихлорметана. Затем дихлорметан выпаривают в вакууме, получая масло, которое затем растворяют в безводном диэтиловом эфире ((C2H5)2O, сокращённо Et2O). Наконец, через смесь пропускают газообразный хлороводород (HCl) для получения гидрохлорида мефедрона:17. Этот метод даёт смесь обоих энантиомеров:17.

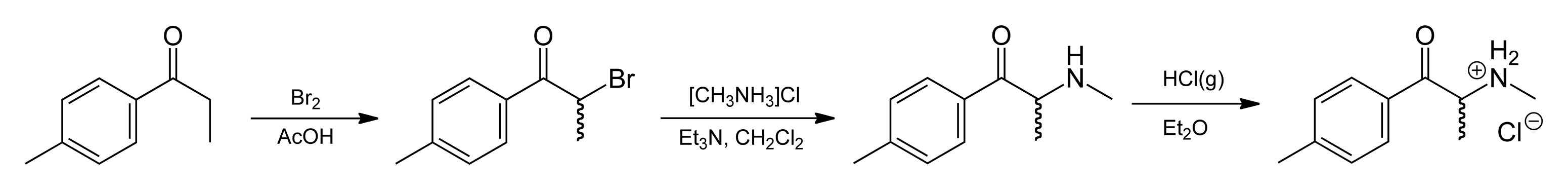
Синтез мефедрона из 4-метилпропиофенона путём бромирования

Мефедрон в кустарных условиях также можно синтезировать путём окисления аналога эфедрина 4-метилэфедрина с использованием перманганата калия, растворённого в серной кислоте. Поскольку 4-метилэфедрин можно получить в определённой энантиомерной форме, то из него можно синтезировать и мефедрон, состоящий только из одного энантиомера. Опасность, связанная с этим методом, заключается в том, что он может привести к отравлению нейротоксичным марганцем, если конечный продукт не будет правильно очищен:17.
Ещё один способ — из толуола и (S)-N-трифторацетилаланоила хлорида при помощи реакции Фриделя — Крафтса и метилирования. Стереоспецифическая форма (S)-мефедрона может быть получена из (S)-4-метилкатинона с помощью реакции Фриделя — Крафтса.
В состав изъятого в Челябинской области «конструктора» для самостоятельного производства мефедрона входили: 1-фенил-2-бром-пентан-1-он (бромвалерон, 2-бромкетон, БК 2), пирролидин, ацетон, соляная кислота и гидроксид натрия.

### Анализ
Мефедрон может быть определён количественно, в том числе в крови, плазме или моче, с помощью газовой хроматографии — масс-спектрометрии или жидкостной хроматографии — масс-спектрометрии для подтверждения диагноза отравления у госпитализированных пациентов или для предоставления доказательств в судебно-медицинском расследовании:317. Концентрация мефедрона в крови и плазме будет находиться в диапазоне 50-100 мкг/л у лиц употребивших наркотик в рекреационных целях, более 100 мкг/л у пациентов в состоянии интоксикации и более 500 мкг/л у жертв острой передозировки. Определение возможно до 6 дней после употребления вещества, однако процесс анализа по состоянию на 2011 год был достаточно трудоёмкий и результативность анализа была не велика, так в лондонском исследовании мефедрон в моче был обнаружен только у 7 из 72 больных, имевших анамнестические указания на приём мефедрона и соответствующие клинические признаки.
Масс-спектральные данные: 58 m/z (базовый пик, 100 %) — не отличим от 3-метилметкатинона. Анализ с использованием газовой хроматографии в сочетании с масс-спектрометрией и инфракрасной спектроскопией (ИКС) не вызывает затруднений. Спектроскопия ядерного магнитного резонанса позволяет выяснить стереохимию молекулы:6. Мефедрон не вступает в реакцию с большинством наборов для тестирования реактивов. Исключение составляет реактив Либермана, дающий ярко-жёлтую реакцию. Мефедрон не определяется обычным анализом мочи и не выявляется полицейскими собаками.

## Фармакология

### Фармакодинамика
Механизм действия мефедрона обусловлен блокадой обратного захвата моноаминовых нейромедиаторов — серотонина, дофамина и норадреналина, а также ингибированием моноаминоксидазы (МАО) и катехол-О-метилтрансферазы (КОМТ), что повышает содержание указанных нейромедиаторов в синаптической щели. Мефедрон также является агентом, высвобождающим моноамины. Повышенная концентрация моноаминов в течение длительного времени в синаптической щели, лежит в основе стимулирующего, эйфоризирующего и галлюцинаторного эффектов мефедрона, а также острых и хронических нарушений в дофаминергической и серотонинергической системах:36. Мефедрон — это хиральное соединение, и оба его энантиомера проявляют одинаковую активность в качестве субстратов транспортёров дофамина, вызывая высвобождение нейротрансмиттеров:25. Мефедрон в низких концентрациях вызывает высвобождение, главным образом, норадреналина. С увеличением дозы возрастает его влияние на высвобождение дофамина и, в чуть меньшей степени, серотонина. R-мефедрон гораздо менее эффективен, чем S-мефедрон, в качестве субстрата для транспортёров серотонина. Мефедрон является агонистом 5-HT2А-рецептора серотонина:188.
В нескольких статьях, опубликованных ближе к концу 2011 года, изучалось влияние мефедрона по сравнению с аналогичными препаратами МДМА и амфетамином на прилежащее ядро крыс, а также изучался усиливающий потенциал мефедрона. Дофамин и серотонин собирали с помощью микродиализа, а увеличение дофамина и серотонина измеряли с помощью высокоэффективной жидкостной хроматографии. Вознаграждение и поиск наркотиков связаны с увеличением концентрации дофамина в прилежащем ядре, и период полураспада наркотика также играет роль в поиске наркотиков. На основании гистологического исследования большинство проб бралось из оболочки прилежащего ядра. Введение мефедрона вызвало примерно 500-процентное увеличение дофамина и примерно 950-процентное увеличение серотонина. Они достигли своих пиковых концентраций через 40 и 20 минут соответственно и вернулись к исходному уровню через 120 минут после инъекции. Для сравнения, МДМА вызывал примерно 900-процентное увеличение серотонина через 40 минут с незначительным увеличением дофамина. Введение амфетамина привело к повышению уровня дофамина примерно на 400 % с пиком на 40-й минуте с незначительным повышением уровня серотонина. Анализ соотношения площади под кривой для дофамина и серотонина показал, что мефедрон преимущественно высвобождает серотонин с соотношением 1,22:1 (серотонин против дофамина). Кроме того, для каждого препарата были рассчитаны периоды полувыведения для дофамина и серотонина. Мефедрон имел скорость распада 24,5 минуты и 25,5 минуты соответственно. МДМА имел значения распада 302,5 минуты и 47,9 минуты соответственно, тогда как значения амфетамина составляли 51 минуту и 84,1 минуты соответственно. Взятые вместе, эти результаты показывают, что мефедрон вызывает значительное увеличение как дофамина, так и серотонина в сочетании с быстрым клиренсом. Быстрый рост и последующее падение уровня дофамина может объяснить некоторые вызывающие привыкание свойства мефедрона, которые проявляются у некоторых пользователей.
Проведённые в 2010-е годы исследования свидетельствуют о возникающей дисрегуляции в центральной и периферической моноаминовой системе при употреблении мефедрона. Неоднократно введённые (четыре раза в течение двух часов) большие дозы мефедрона (от 10 до 25 мг/кг), имитирующие таким образом одну «наркотическую сессию», способны снизить уровень транспорта дофамина и серотонина на 20 % в стриатуме и гиппокампе крыс в течение часа после последней инъекции. Меньшие дозы мефедрона (от 1 до 3 мг/кг) в виде подкожных четырёх разовых инъекций в течение двух часов не оказывают существенного влияния на механизмы транспорта дофамина и
серотонина. Опыты in vitro подтверждают, что мефедрон при нанесении на синаптосомы способен не только блокировать транспорт дофамина и серотонина, но и влиять на аптейк. При этом мефедрон может выступать в роли компонента транспорта дофамина и серотонина, вызывая высвобождение нейромедиаторов из синаптосомы. При изучении тканевого микродиализа головного мозга крыс после введения небольших доз мефедрона (3 мг/кг) отмечалось индуцированное снижение транспорта дофамина и серотонина наряду с быстрым ростом внеклеточной концентрации дофамина и серотонина в отдельных областях головного мозга. Кратковременное угнетение транспорта дофамина и серотонина напрямую связано с нейротоксическим действием психостимуляторов с амфетаминподобными эффектами на механизмы синтеза дофамина и серотонина. Несмотря на то, что мефедрон может индуцировать кратковременную супрессию механизмов транспорта дофамина и серотонина, постоянный дефицит нейромедиаторов, в частности серотонина, был зарегистрирован в экспериментах только в условиях гипертермии:33.
Исследования проведённые в течение 7 дней, когда ежедневно применялся мефедрон в высоких дозах, показывают снижение активности транспортёров серотонина гиппокампа на 60 % и падение концентрации серотонина на 45 % соответственно. Тем не менее, данные других исследований не сообщают о снижении концентрации серотонина в течение нескольких дней и даже недель после последнего применения мефедрона, хотя и при использовании меньших доз вещества и длительными перерывами после каждой инъекции. Несмотря на отсутствие постоянного дефицита серотонина, в отмеченных выше исследованиях имели место поведенческие отклонения при использовании мефедрона. В отличие от процессов в системе синтеза и обмена серотонина мефедрон не вызывает значимых постоянных изменений дефицитарного характера в механизмах синтеза и обмена дофамина. Активность полосатого тела в отношении транспорта дофамина была восстановлена спустя 7 дней после последней инъекции мефедрона без ощутимого снижения концентрации дофамина в сыворотке крови. Необходимый объём транспорта дофамина в отмеченный период поддерживался за счёт тирозингидроксилазы (определяет активность нейрохимической системы, участвует в синтезе дофамина). Таким образом, явные доказательства того, что мефедрон является фактором активации стриальной микроглии и астроцитов — отсутствуют. Однако, можно говорить о том, что при применении последнего происходит «метамфетамин-подобный индуцированный дефицит» в дофаминергической системе:33.
Интересным является факт большего аффинитета мефедрона в отношении транспорта дофамина, чем серотонина:33. Основные причины стойкого индуцированного дефицита серотониновой системы, вызванные применением синтетических катинонов, не известны:33-34. Длительное снижение (более 24 часов) функции везикулярного транспорта моноаминов — 2 (VMAT2-белок, который является транспортёром важнейших нейротрансмиттеров, таких как дофамин, серотонин и гистамин), связано с долгосрочной
стимуляционной индукцией дофамина и токсичностью серотонина. Пониженное содержание VMAT2 предположительно увеличивает неизменённый дофамин и серотонин в пресинаптическом пространстве. Синтетические катиноны могут избирательно и устойчиво снижать функцию VMAT2 в рамках серотониновой системы, способствуя образованию неизменных форм серотонина, которые в свою очередь влияют на образование активных соединений кислорода, что приводит к стимуляции нейронов, селективной нейротоксичности серотонина:34.
Наиболее характерные симптомы приёма катинонов — гипертермия, ажитация, страх и нарушения сна — длятся от 16 до 96 часов, обычно
их связывают с краткосрочным нарушением функции транспортёров дофамина и серотонина, а явления абстиненции и постабстинентной астении связывают с долгосрочной нейротоксичностью дофамина и серотонина. Несмотря на индуцированную синтетическими катинонами кратковременную потерю функции транспортёров дофамина и серотонина, стойкие нарушения были зарегистрированы только в системе серотонина:63. Через семь дней после начала введения высоких доз мефедрона линиям инбредных мышей было отмечено снижение активности транспортёров серотонина в гиппокампе и содержания серотонина на 60 % и 45 % соответственно:63-64. Исследование, проведённое на линии беспородных крыс-альбиносов Sprague-Dawley показало влияние мефедрона на снижение серотонина в миндалевидном теле, гиппокампе и префронтальной коре. При этом мефедрон не влиял на уровень дофамина, несмотря на его функциональное воздействие на дофаминергическую систему:64. С нарушением функции серотининергической системы связывают многие психические и поведенческие нарушения, в частности, тревоги и расстройства настроения. Большое количество исследований показывают, что ключевые патогенетические механизмы формирования аддикции также могут быть связаны с дисрегуляцией серотонинергической системы:65.
Гипертермия, вероятно влияет на степень токсичности синтетических катинонов. Степень выраженности гипертермии у потребителей МДМА, амфетамина, метамфетамина в фазе острой интоксикации оказывает непосредственное влияние на величину острого и долгосрочного дефицита в дофаминовой и серотониновой системах. Низкие дозы мефедрона (до 10 мг/кг) не вызывают существенного и угрожающего жизни подъёма температуры, редко превышающей порог в 38 °C. В опытах с применением высоких доз мефедрона (четырёхкратные инъекции по 50 мг/кг в течение двух часов) доказан значительный подъём температуры до 40±0,1 °C, сохраняющийся в течение 8-ми часов. В описанных условиях отмечался стойкий дефицит медиаторов серотонинергической системы. По данным отделений неотложной помощи и токсикологических центров именно гипертермия является одним из ключевых симптомов передозировки мефедрона. В этих случаях температура может достигать 42,1 °C. Таким образом, роль гипертермии в механизмах токсичности синтетических катинонов, можно считать основополагающей:34.
Периферические моноамины, особенно норадреналин и серотонин, являются важными звеньями в регуляции функции вегетативной нервной системы. Дисбаланс в данной системе моноаминов, вызванный употреблением синтетических катинонов, часто совпадает с глубокими изменениями в сердечно-сосудистой и пищеварительной системах. Исследования синаптосом мозга крыс свидетельствуют о том, что употребление мефедрона влияет на синтез норадреналина и процессы связанные с его транспортом, что приводит к повышению внеклеточной концентрации норадреналина. Мефедрон обнаруживает доза-зависимый эффект в отношении увеличения частоты сердечных сокращений, ударного объёма и сердечного выброса, совместимый с симпатомиметической стимуляцией:34.
Клиника наркотического опьянения синтетическими катинонами, сопоставима с моноаминовой дисфункцией, наблюдаемой в опытах на животных. Закономерное развитие в состоянии на пике интоксикации неврологических и сердечно-сосудистых нарушений, непосредственно связано с действием синтетических катинонов на моноаминовую систему:35.
Гематоэнцефалический барьер высокопроницаем для мефедрона:188, но менее проницаем, чем для соответствующего амфетамина 4-метилметамфетамина, поскольку кетонный атом кислорода делает мефедрон более гидрофильным. Это может объяснить более высокие дозы, необходимые для достижения аналогичного эффекта:12.
Мефедрон часто употребляют с алкоголем. В исследовании на мышах 2015 года изучалась взаимосвязь между этими двумя веществами с упором на психостимулирующие и вознаграждающие свойства мефедрона. Было обнаружено, что в низких (не стимулирующих) дозах алкоголь значительно усиливал психостимулирующие эффекты мефедрона. Этот эффект опосредован увеличением синаптического дофамина, поскольку галоперидол, но не кетансерин, был способен блокировать эту потенциацию алкоголем. В 2016 году были получены данные о том, что комбинация этих веществ вызывает более сильное влияние на сердечно-сосудистую систему и более выраженное ощущение эйфории, однако мефедрон снижает опьянение и седацию, обусловленную алкоголем:48 (аналогичные эффекты при взаимодействии с алкоголем ранее показывали МДМА и амфетамины):48-49.
Мефедрон также часто употребляется совместно с метамфетамином и МДМА, что приводит помимо усиления синергизма психоактивного действия к снижению уровня дофамина и угнетению транспортёра дофамина на протяжении нескольких дней после последнего употребления синтетических катинонов:34.

### Фармакокинетика
Основываясь на анализе мочи крыс и человека с помощью газовой хроматографии и масс-спектрометрии, считается, что мефедрон метаболизируется тремя путями фазы 1 при участии цитохрома P450:188. Он может быть деметилирован до первичного амина (соединения 2, 5 на схеме), кетоновая группа может быть восстановлена (3) или толильная группа может быть окислена (4, 6). Считается, что вещества и 5, и 6 далее метаболизируются в результате протекания фазы II — конъюгации с глюкуроновой кислотой, что приводит к образованию гидрофильных глюкуронидов и сульфатов:317, которые затем выделяются почками или желчевыводящей системой:188. Знание основных путей метаболизма должно помочь его нахождению в организме человека, а также более точно определить причины побочных эффектов и потенциальной токсичности.

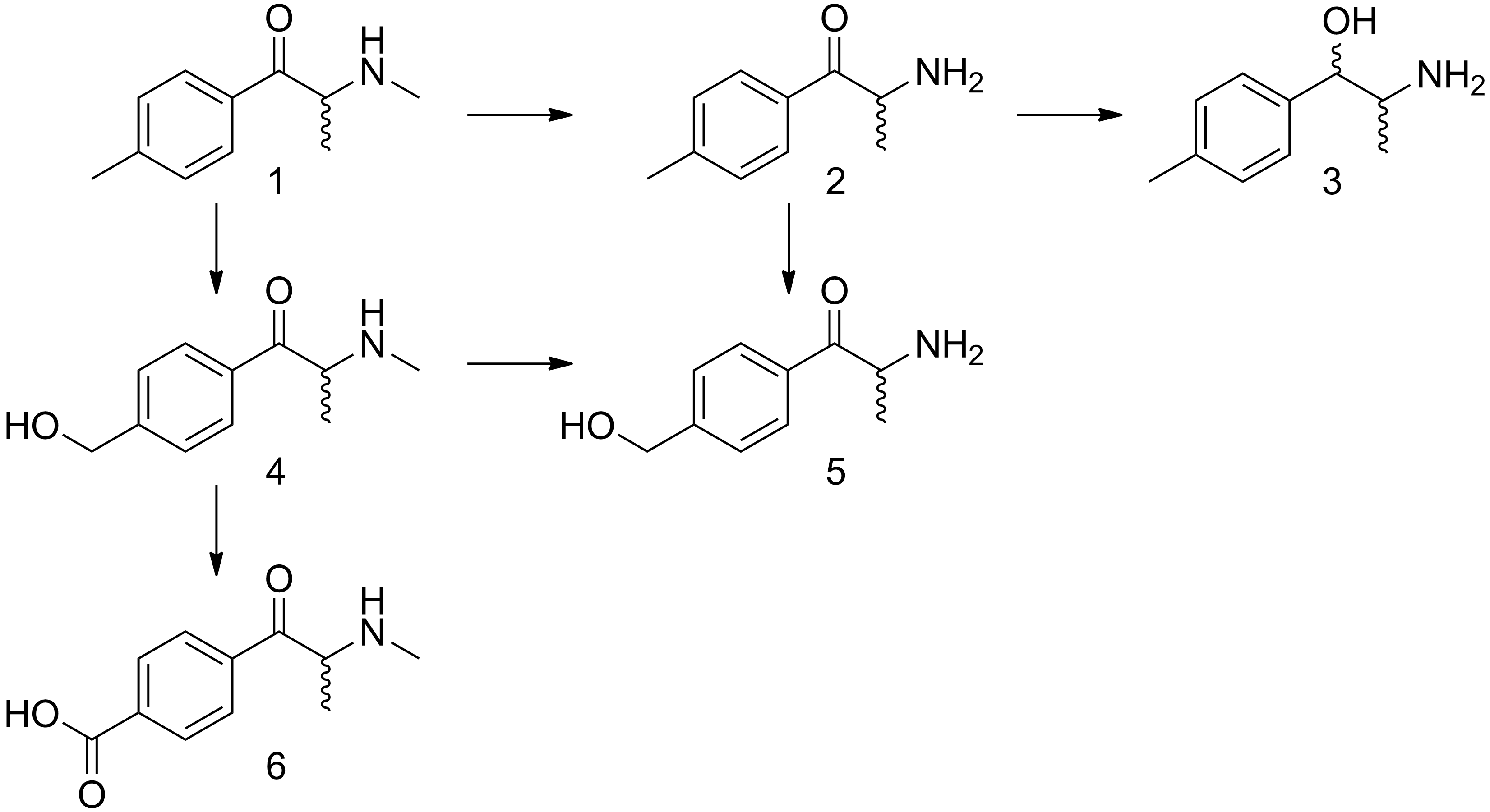
Предполагаемая схема метаболизма мефедрона (1) на основании анализа мочи крыс и человека

## В культуре
Мефедрон упоминается в песне и клипе российского музыканта Мукка «Девочка с каре» 2018 года, в ней поётся о девушке, использующей мефедрон в рекреационных целях и в конце концов гибнущей.